# 積志町
積志町（せきしちょう）は静岡県浜松市中央区の町名。丁番を持たない単独町名である。住居表示未実施。

## 地理
浜松市中央区の北東部に位置する。

### 河川
- 貉川

### 学区
小学校・中学校の学区は以下の通りである。
- 浜松市立積志小学校（橋爪西の東を除く）
- 浜松市立中郡小学校（橋爪西の東）
- 浜松市立積志中学校（橋爪西の東を除く）
- 浜松市立中郡中学校（橋爪西の東）

## 歴史

### 町名の由来
1889年に長上郡有玉村で設立された積志社（のちの積志銀行）に由来する。この積志社は静岡銀行の源流企業の一つである。1908年1月1日に新しい村が発足時に積志村と命名された。

### 沿革
- 1889年（明治22年）4月1日 - 町村制の施行により、長上郡万斛（まんごく）村・漆島村・橋爪村・西ケ崎村・上大瀬村が周辺の村と合併して長上郡万斛村となる[WEB 9]。旧村名は万斛村の大字として残る。また、村役場が大字橋爪に置かれる[書籍 2]。
- 1891年（明治24年）6月12日 - 万斛村が中郡村に改称。
- 1896年（明治29年）4月1日 - 郡制の施行により、中郡村の所属郡が浜名郡に変更となる。
- 1908年（明治41年）1月1日 - 有玉村、中郡村及び小野田村大字半田を合併して積志村が発足。
- 1957年（昭和32年）10月1日 - 積志村が浜松市に編入される。
- 1958年（昭和33年） - 大字漆島が大字有玉・大字万斛・大字橋爪・大字西ケ崎の各一部を編入するとともに、積志町へ住所表記を変更する[WEB 10]。
- 1973年（昭和48年）4月1日 - 浜松市立積志小学校より分離独立し、浜松市立中郡小学校が開校する。
- 1980年（昭和55年）4月1日
  - 浜松市立積志中学校から分離独立し、浜松市立中郡中学校が開校する。
  - 浜松市立積志図書館が開設される[WEB 11]。
- 2007年（平成19年）4月1日 - 浜松市が政令指定都市となる。積志町は東区の一部となる。
- 2024年（令和6年）1月1日 - 浜松市の行政区再編により、積志町は中央区の一部となる。

## 施設
- 浜松市立積志小学校
- 遠州鉄道積志駅
- 静岡県警察浜松東警察署積志交番
- 浜松市積志協働センター
- 浜松市立積志図書館
- 浜松市積志体育館
- JAとぴあ浜松積志支店
- 吾妻神社

## 交通

### 鉄道
- 遠州鉄道線：（新浜松 方面 - ）積志（ - 西鹿島 方面）

### 道路
- 浜松市道積志初生線（医大通り）
- 有玉南積志線（二俣街道）

## その他

### 警察
警察の管轄区域は以下の通りである。
| 番・番地等 | 警察署       | 交番・駐在所 |
| ---------- | ------------ | ------------ |
| 全域       | 浜松東警察署 | 積志交番     |

### 消防
消防の管轄区域は以下の通りである。
| 番・番地等 | 消防署   | 本署/出張所 |
| ---------- | -------- | ----------- |
| 全域       | 東消防署 | 有玉出張所  |

### 書籍
1. 1 2  『東区の文化誌 東方見聞録』浜松市東区役所まちづくり推進課、2011年11月25日、21頁。
2. ↑  『浜松市史 三』浜松市役所、1980年3月26日、176頁。

### WEB
1. ↑  “h02_22.csv”.   総務省 (2022年2月10日). 2024年6月25日閲覧。
2. ↑  “chuouku_menseki.xlsx”.   浜松市 (2024年3月12日). 2024年6月25日閲覧。
3. ↑  “静岡県 浜松市中央区 積志町の郵便番号 - 日本郵便”.   日本郵便. 2025年2月15日閲覧。
4. ↑  “市外局番の一覧”.   総務省 (2022年3月1日). 2024年6月25日閲覧。
5. ↑  “事業所案内及び管轄地域（事務所3件、分室3件）”.   一般社団法人静岡県自動車会議所. 2024年6月25日閲覧。
6. ↑  “住居表示実施状況”.   浜松市 (2024年1月4日). 2024年6月25日閲覧。
7. ↑  “学校名から探す／浜松市”.   浜松市 (2024年1月1日). 2024年6月25日閲覧。
8. ↑  “(株)静岡銀行『静岡銀行史』(1960.05) | 渋沢社史データベース”.   公益財団法人渋沢栄一記念財団情報資源センター. 2024年6月30日閲覧。
9. ↑  “historyofcities.pdf”.   静岡県総務部合併推進室・財団法人静岡県市町村振興協会. 2024年9月24日閲覧。
10. ↑  “解説ページ”.   株式会社エア. 2024年10月4日閲覧。
11. ↑  “図書館のあゆみ｜浜松市立図書館｜浜松市”.   浜松市. 2024年9月24日閲覧。
12. ↑  “交番｜静岡県警察”.   静岡県警察 (2024年1月1日). 2024年6月25日閲覧。
13. ↑  “消防署の町別管轄「せ」／浜松市”.   浜松市 (2020年3月25日). 2024年6月2日閲覧。